# Leichtathletik-Weltmeisterschaften 2017/Teilnehmer (Tadschikistan)
| Gelbes Symbol für Goldmedaillen mit stilisierten Olympischen Ringen | Graues Symbol für Silbermedaillen mit stilisierten Olympischen Ringen | Braundes Symbol für Bronzemedaillen mit stilisierten Olympischen Ringen |
| ------------------------------------------------------------------- | --------------------------------------------------------------------- | ----------------------------------------------------------------------- |
| —                                                                   | —                                                                     | —                                                                       |

Von Tadschikistan wurden eine Athletin und ein Athlet für die Weltmeisterschaften in London nominiert.

## Ergebnisse

### Frauen

#### Laufdisziplinen
| Athletin             | Disziplin    | Vorlauf     | Vorlauf | Halbfinale         | Halbfinale         | Finale             | Finale             |
| Athletin             | Disziplin    | Zeit        | Platz   | Zeit               | Platz              | Zeit               | Platz              |
| -------------------- | ------------ | ----------- | ------- | ------------------ | ------------------ | ------------------ | ------------------ |
| Kristina Pronschenko | 400 m Hürden | 1:03,44 min | 39      | nicht qualifiziert | nicht qualifiziert | nicht qualifiziert | nicht qualifiziert |

### Männer

#### Sprung/Wurf
| Athlet           | Disziplin  | Qualifikation | Qualifikation | Finale     | Finale |
| Athlet           | Disziplin  | Weite/Höhe    | Platz         | Weite/Höhe | Platz  |
| ---------------- | ---------- | ------------- | ------------- | ---------- | ------ |
| Dilschod Nasarow | Hammerwurf | 75,54 m       | 6             | 77,22 m    | 7      |